# Trevor Wilson (basket-ball)
Pour les articles homonymes, voir Trevor Wilson.
Trevor Wilson, né le 16 mars 1968, à Los Angeles, en Californie, est un ancien joueur américain de basket-ball. Il évolue au poste d'ailier. Il est devenu agent du Los Angeles Police Department.

## Palmarès
- First-team All-Pac-10 1988, 1989, 1990